# Rechenmeister
Rechenmeister  bezeichnet einen zunächst mittelalterlichen Beruf, der in der Frühen Neuzeit besondere Bedeutung erlangte. Die Rechenmeister unterrichteten Rechnen und Elementarmathematik auf Deutsch oder der jeweiligen Volkssprache. Sie kamen damit dem wachsenden Bedarf nach, der durch den rasch zunehmenden Handel entstand. Im lateinischen, kirchlichen Schulwesen spielte Mathematik keine wesentliche Rolle.
Die Rechenmeister schufen zu Beginn des 16. Jahrhunderts sogenannte Rechenbücher, die meist zum Unterricht an ihren privaten Rechenschulen  dienten. Daneben verfassten auch mathematische Schriftsteller und Stadtschreiber vornehmlich zum Selbststudium geeignete Werke. Rechenbücher gehörten zu den ersten lehrhaften und volkssprachlichen Schriften, die gedruckt wurden.
Die Rechenmeister der frühen Neuzeit, die sich auch mit Aufgaben aus der Algebra befassten, wurden im deutschsprachigen Raum auch Cossisten genannt, abgeleitet von Coß, einer Bezeichnung für Rechenbücher mit Algebraaufgaben (von italienisch cosa, „Sache“, womit die Variablen in einer Aufgabe bezeichnet wurden).

## Vernachlässigte Grundausbildung
Elementares Rechnen existierte in den öffentlichen Schulen des 15. Jahrhunderts praktisch nicht. Im 16. Jahrhundert bezog nur etwa die Hälfte der Schulordnungen Teile der Mathematik in den Unterricht mit ein, jedoch selten als gleichberechtigtes Unterrichtsfach. Man lernte in deutschen Schulen des Spätmittelalters das Lesen und später das Schreiben der deutschen Sprache; für mathematische Bildung übers Zahlenlesen und Zahlenschreiben und das kleine Einmaleins hinaus war kein Platz. Mathematik wurde – wenn überhaupt – meist im Rahmen des wöchentlich eine Stunde umfassenden Musikunterrichts mitbehandelt. Wer mehr wissen wollte, musste sich privat darum kümmern.
In den Lateinschulen beanspruchte der Lateinunterricht die meiste Zeit. Praktische Teile der Mathematik wurden nicht gelehrt. Kaufmännisches Rechnen fehlte ganz. Die Mathematik kam erst auf den Universitäten in Form von Arithmetik und Geometrie im Quadrivium des Studiums der sieben freien Künste der Artistenfakultät zum Tragen.

## Handel verlangte Rechenfertigkeit
Der Bedarf an der Kenntnis des Rechnens stieg mit der Entwicklung des Handels um 1500 drastisch an. Die Geldwirtschaft hatte den Tauschhandel abgelöst. Die Großkaufleute und auch andere hatten jetzt Buch zu führen, Zahlen zu schreiben und zu rechnen. Da sie das nicht im heimischen Kontor lernen konnten, schickten die reichen Kaufleute ihre Söhne hierzu in die großen hochentwickelten Handelszentren nach Italien. Innerhalb der Städte nördlich der Alpen wuchs der Ruf nach allgemeiner mathematischer Bildung.

## Privatlehrer und Schriftsteller als Ausbilder
Lehrer an niederen städtischen Schulen oder Privatschulen, die meist noch in der öffentlichen Verwaltung tätig waren, schlossen nach und nach die Lücke. Sie nannten sich Rechenmeister und eröffneten eigene Rechenschulen. Sie übernahmen mit ihrem Unterricht eine Bildungsaufgabe, die von den existierenden Schulen nicht oder nur unzureichend wahrgenommen wurde. In größeren Städten vereinigten sie sich zu Innungen mit ähnlichen Satzungen und Gebräuchen wie die Handwerkszünfte und bildeten auch den Nachwuchs heran. Auch ohne Patent einer staatlichen Unterrichtsbehörde war so eine Qualitätsgarantie für Bildung und persönliche Integrität gegeben. Besonderen Ruf hatten die Rechenschulen von Nürnberg, Augsburg und Ulm.

## Unterschiedliche Zahlensysteme
Die Griechen und die Römer besaßen eine Zahlschrift, die zum Rechnen nahezu untauglich war. Diesen Nachteil glich jedoch der Abacus für die einfachen Rechenarten aus. Er wurde später im Mittelalter durch das Rechenbrett und das für das 16. Jahrhundert charakteristische Rechnen auf Linien abgelöst.
Die uns heute vertrauten indischen Ziffern kamen bereits über das arabisierte Spanien in das Abendland. Die Vermittler zwischen Indien und Europa waren die Araber. Sie hatten schon im 8. Jahrhundert Kenntnis von der Zahlschrift der Inder. Wesen und Wert der indischen Ziffern erkannte man in Mitteleuropa noch nicht. Die Informationen verkümmerten in den gelehrten Klosterstuben.
Die indischen Ziffern gelangten um 1200 dank Leonardo von Pisa ein zweites Mal von Italien nach Deutschland.
Die Bevölkerung nördlich der Alpen brachte allerdings dem neuen „welschen“ System großes Misstrauen entgegen. Insbesondere die bislang nicht benötigte Ziffer 0 verunsicherte stark, denn alleine stehend bedeutete sie „Nichts“, dagegen vervielfachte sie zusammen mit anderen Ziffern die links daneben stehende Ziffer gleich um 10. Zudem schien sie handschriftlich zu leicht in eine 6 oder 9 fälschbar. Und außerdem kam man ja problemlos mit der teutschen (= römischen) Notation beim Schreiben und Lesen und dem Rechnen auf Linien aus. Zwar wurden auch beim Rechnen auf Linien Vielfache von 10 als Basiswerte (die „Einer“) mit fünffachen Hilfsbasiswerten (die „Fünfer“) genutzt in einem durch Linien und Zwischenräume gekennzeichneten Stellenwertsystem, allerdings arbeitete man nicht mit Zahlzeichen, sondern mit Recheneinheiten, die mit Rechenpfennigen dargestellt wurden.
Solange nicht gerechnet, sondern nur dargestellt werden musste, war die von den Römern übernommene Zahlendarstellung einfach, sicher und praktisch. Man hatte sich so an sie gewöhnt, dass man von den „teutschen“ Zahlen sprach.
Zum Rechnen standen drei Verfahren zur Verfügung
- Das Fingerrechnen: Die noch lange gebräuchliche herkömmliche Methode, auch wenn sie in der Literatur kaum erwähnt wird.
- Das Rechenbrett oder das Rechnen auf Linien: Ein Verfahren, das dem heute noch in Asien gebräuchlichen eindrucksvoll schnellen Abacus ähnlich ist.
- Das Ziffernrechnen: Der Urvater der Rechenmeister aus dem Hochmittelalter, der geniale Patriziersohn Leonardo da Pisa (Fibonacci) hatte schon 300 Jahre zuvor bei den Arabern das indische 10er-Stellenwertsystem mit neun Ziffernzeichen inklusive der Ziffer Null kennengelernt und den mathematischen Umgang in seinem Meisterwerk liber abaci beschrieben. Aus einer angesehenen Kaufmannsfamilie stammend, legte er die Grundlagen für die weit entwickelte kaufmännische Rechen- und Buchhaltungskunst in den oberitalienischen Handelsstädten.

## Bekannte Rechenmeister und ihre Werke
(Auszug)
- Fibonacci, Leonardo da Pisa (* vielleicht um 1180, † vielleicht nach 1241), gilt als bedeutendster Mathematiker des Mittelalters

Liber abbaci (1202), erstes von einem Praktiker maestro d'abaco in Volkssprache statt in Latein geschriebenes Werk über die für die kaufmännische Praxis wichtigen Rechenoperationen.
- Ulrich Wagner († um 1490), wirkte als Rechenmeister zu Nürnberg

Bamberger Rechenbuch 1482 und 1483
- Johannes Widmann (* um 1460, † nach 1498), Magister der freien Künste und Lehrer der Mathematik an der Universität Leipzig; führte die Symbole + und − für die Rechenoperationen Plus und Minus in der Literatur ein

Mercantile Arithmetic oder Behêde und hubsche Rechenung auff allen kauffmanschafft (1489) mit Entlehnungen aus dem Bamberger Rechenbuch
- Balthasar Licht, wirkte als Rechenmeister um 1500

Algorithmus linealis cum pulchris conditionibus Regule detri: septem fractionum …
- Johann Huswirth (Sanensis), wirkte um 1500 als deutscher Mathematiker, wegen seines latinisierten Namens wird als Geburtsort Sayn im Westerwald vermutet

Enchiridion novus Algorismi … (Rechnen auf Linien)
- Gregor Reisch (* um 1470 in Balingen (Württemberg), † 1525 in Freiburg im Breisgau) studierte um 1487 in Freiburg, trat dem Karthäuser-Orden bei und wurde Prior in Freiburg und Beichtvater von Kaiser Maximilian I.

Margarita philosophica (1503) für das Rechnen auf Linien.
- Unbekannter Verfasser:

Algorithmus … Mehrere Schriften ab Wende 15./16. Jh.
Bis zum Zeitpunkt vor Köbel behandelten alle in deutscher Sprache abgefassten Rechenbücher ausschließlich das Ziffernrechnen, während das Rechnen auf Linien mit dem Titel Algorithmus linealis … in Lateinisch gelehrt wurde.
- Jakob Köbel (* 1462 in Heidelberg; † 1533 in Oppenheim), Stadtschreiber zu Oppenheim, Buchdrucker, Verleger, mathematischer Schriftsteller[3]

Eynn Newe geordent Reche büchlein vf den linien mit Rechepfenigen (1514)
Eynn Newe geordnet Vysirbuch (1515)
Mit der Kryde od' Schreibfedern - Rechepüchlein (1520)
Vom vrsprung der Teilung / Maß / vn Messung deß Ertrichs der Ecker (1522)
Rechnen vnd Visieren (1532)
Geometrei / Von künstlichem Messen vnd absehen (1575)
- Adam Ries (* 1492 in Staffelstein, Oberfranken; † 1559 vermutlich in Annaberg, Erzgebirge), bekanntester Rechenmeister der damaligen Zeit, eröffnete im Herbst 1525 in Annaberg (Sachsen) eine Rechenschule

Rechnung auff der linihen (1518)
Rechenung auff der linihen und federn... (1522)
Coß (Manuskript 1524, Druck 1992)
Ein Gerechent Büchlein/ auff den Schöffel/ Eimer/ vnd Pfundtgewicht... (Manuskript 1533, Druck 1536, auch bekannt als „Annaberger Brotordnung“)
Rechenung nach der lenge/ auff den Linihen vnd Feder. (1550)
- Petrus Apianus (Bienewitz) (* 1495 in Leisnig, † 1552 in Ingolstadt), Professor der Astronomie in Ingolstadt

Eyn newe vnd wolgegründte vnderweysung aller Kaufmannsrechnung (1527)
- Andreas Reinhard (* 1571 in Schneeberg, Erzgebirge; † 1613 ebenda)

Drei Register Arithmetischer ahnfeng zur Practic. (um 1598/99)
- Reinhard Velhagen (Bielefeld)

Arithmetica oder Rechenbuch. Lübeck 1665
- Daniel Schürmann (Westfalen)

Praktisches Schulbuch der gemeinen Rechenkunst und Geometrie. 1793